# César a la millor pel·lícula
El Premi César a la millor pel·lícula és un premi del cinema francès que atorga l'Acadèmia de les Arts i Tècniques del Cinema de França des de la primera cerimònia de lliurament del premi el 3 d'abril de 1976 al Palais des Congrès a París.
Poden competir en aquesta categoria pel·lícules d'iniciativa francesa (és a dir, amb producció de majoria relativa francesa), sigui quina sigui la llengua de rodatge; la pel·lícula ha d'haver estat estrenada, en primera explotació, com a mínim durant una setmana i en una sala de la regió de Paris, durant l'any precedent a la concessió del premi.
L'any indicat és el de la cerimònia, premiant les pel·lícules estrenades durant l'any anterior. Els guanyadors s'indiquen a la part superior de cada categoria.

## Palmarès
- Font: Pàgina oficial del premi.

### Dècada del 1970
| Any  | Títol original                | Títol en català      | Director               |
| ---- | ----------------------------- | -------------------- | ---------------------- |
| 1976 | Le vieux fusil                | El vell fusell       | Robert Enrico          |
| 1976 | Cousin, cousine               | Cosí, cosina         | Jean Charles Tacchella |
| 1976 | Que la fête commence          | -                    | Bertrand Tavernier     |
| 1976 | Sept morts sur ordonnance     | -                    | Jacques Rouffio        |
| 1977 | Monsieur Klein                | El senyor Klein      | Joseph Losey           |
| 1977 | Barocco                       | -                    | André Téchiné          |
| 1977 | La Meilleure Façon de marcher | -                    | Claude Miller          |
| 1977 | Le Juge et l'assassin         | El jutge i l'assassí | Bertrand Tavernier     |
| 1978 | Providence                    | Providence           | Alain Resnais          |
| 1978 | Le Crabe-tambour              | -                    | Pierre Schoendoerffer  |
| 1978 | La dentellière                | La dentellière       | Claude Goretta         |
| 1978 | Nous irons tous au paradis    | -                    | Yves Robert            |
| 1979 | L'Argent des autres           | -                    | Christian de Chalonge  |
| 1979 | Le Dossier 51                 | -                    | Michel Deville         |
| 1979 | Molière                       | -                    | Ariane Mnouchkine      |
| 1979 | Une histoire simple           | -                    | Claude Sautet          |

### Dècada del 1980
| Any                         | Títol original                       | Títol en català     | Director             |
| --------------------------- | ------------------------------------ | ------------------- | -------------------- |
| 1980                        | Tess                                 | -                   | Roman Polanski       |
| 1980                        | Don Giovanni                         | -                   | Joseph Losey         |
| 1980                        | I... comme Icare                     | -                   | Henri Verneuil       |
| 1980                        | Clair de femme                       | -                   | Costa Gavras         |
| 1981                        |                                      |                     |                      |
| Le Dernier Métro            | -                                    | François Truffaut   |                      |
| Loulou                      | -                                    | Maurice Pialat      |                      |
| Mon oncle d'Amérique        | El meu oncle d'Amèrica               | Alain Resnais       |                      |
| Sauve qui peut (la vie)     | -                                    | Jean-Luc Godard     |                      |
| 1982                        |                                      |                     |                      |
| La Guerre du feu            | La recerca del foc                   | Jean-Jacques Annaud |                      |
| Coup de torchon             | Baralla                              | Bertrand Tavernier  |                      |
| Les uns et les autres       | -                                    | Claude Lelouch      |                      |
| Garde à vue                 | -                                    | Claude Miller       |                      |
| 1983                        |                                      |                     |                      |
| La Balance                  | -                                    | Bob Swaim           |                      |
| Danton                      | -                                    | Andrzej Wajda       |                      |
| Passion                     | -                                    | Jean-Luc Godard     |                      |
| Une chambre en ville        | -                                    | Jacques Demy        |                      |
| 1984                        |                                      |                     |                      |
| Le Bal                      | La sala de ball                      | Ettore Scola        |                      |
| À nos amours                | Pels nostres amors                   | Maurice Pialat      |                      |
| Coup de foudre              | -                                    | Diane Kurys         |                      |
| L'Été meurtrier             | -                                    | Jean Becker         |                      |
| Tchao pantin                | -                                    | Claude Berri        |                      |
| 1985                        |                                      |                     |                      |
| Les Ripoux                  | -                                    | Claude Zidi         |                      |
| Carmen                      | Carmen                               | Francesco Rosi      |                      |
| Les Nuits de la pleine lune | -                                    | Éric Rohmer         |                      |
| L'amour à mort              | -                                    | Alain Resnais       |                      |
| Un dimanche à la campagne   | -                                    | Bertrand Tavernier  |                      |
| 1986                        |                                      |                     |                      |
| Trois hommes et un couffin  | -                                    | Coline Serreau      |                      |
| Péril en la demeure         | -                                    | Michel Deville      |                      |
| L'Effrontée                 | -                                    | Claude Miller       |                      |
| Subway                      | -                                    | Luc Besson          |                      |
| Sans toit ni loi            | Sense sostre ni llei                 | Agnès Varda         |                      |
| 1987                        | Thérèse                              | -                   | Alain Cavalier       |
| 1987                        | 37°2 le matin                        | -                   | Jean-Jacques Beineix |
| 1987                        | Jean de Florette                     | -                   | Claude Berri         |
| 1987                        | Mélo                                 | Mélo                | Alain Resnais        |
| 1987                        | Tenue de soirée                      | -                   | Bertrand Blier       |
| 1988                        | Au revoir, les enfants               | -                   | Louis Malle          |
| 1988                        | Le Grand Chemin                      | -                   | Jean-Loup Hubert     |
| 1988                        | Les Innocents                        | -                   | André Téchiné        |
| 1988                        | Tandem                               | -                   | Patrice Leconte      |
| 1988                        | Sous le soleil de Satan              | -                   | Maurice Pialat       |
| 1989                        | Camille Claudel                      | -                   | Bruno Nuytten        |
| 1989                        | L'Ours                               | L'os                | Jean-Jacques Annaud  |
| 1989                        | Le Grand Bleu                        | El gran blau        | Luc Besson           |
| 1989                        | La Vie est un long fleuve tranquille | -                   | Étienne Chatiliez    |
| 1989                        | La Lectrice                          | -                   | Michel Deville       |

### Dècada del 1990
| Any  | Títol original                       | Títol en català           | Director                          |
| ---- | ------------------------------------ | ------------------------- | --------------------------------- |
| 1990 | Trop belle pour toi                  | -                         | Bertrand Blier                    |
| 1990 | Nocturne indien                      | -                         | Alain Corneau                     |
| 1990 | La Vie et rien d'autre               | La vida i res més         | Bertrand Tavernier                |
| 1990 | Monsieur Hire                        | -                         | Patrice Leconte                   |
| 1990 | Un monde sans pitié                  | -                         | Eric Rochant                      |
| 1991 | Cyrano de Bergerac                   | Cyrano de Bergerac        | Jean-Paul Rappeneau               |
| 1991 | Le Mari de la coiffeuse              | El marit de la perruquera | Patrice Leconte                   |
| 1991 | Le Petit Criminel                    | -                         | Jacques Doillon                   |
| 1991 | Nikita                               | Nikita                    | Luc Besson                        |
| 1991 | Uranus                               | -                         | Claude Berri                      |
| 1992 | Tous les matins du monde             | Tots els matins del món   | Alain Corneau                     |
| 1992 | Merci la vie                         | -                         | Bertrand Blier                    |
| 1992 | La Belle Noiseuse                    | -                         | Jacques Rivette                   |
| 1992 | Van Gogh                             | -                         | Maurice Pialat                    |
| 1992 | Урга – территория любви              | Urga                      | Nikita Mikhalkov                  |
| 1993 | Les nuits fauves                     | -                         | Cyril Collard                     |
| 1993 | Le Petit prince a dit                | -                         | Christine Pascal                  |
| 1993 | La Crise                             | La crisi                  | Coline Serreau                    |
| 1993 | Un cœur en hiver                     | Un cor a l'hivern         | Claude Sautet                     |
| 1993 | Indochine                            | Indoxina                  | Régis Wargnier                    |
| 1993 | L.627                                | Llei 627                  | Bertrand Tavernier                |
| 1994 | Smoking/No Smoking                   | No Smoking                | Alain Resnais                     |
| 1994 | Germinal                             | Germinal                  | Claude Berri                      |
| 1994 | Ma saison préférée                   | -                         | André Téchiné                     |
| 1994 | Trois couleurs: Bleu                 | Tres colors: Blau         | Krzysztof Kieślowski              |
| 1994 | Les Visiteurs                        | -                         | Jean-Marie Poiré                  |
| 1995 | Les Roseaux sauvages                 | Els joncs salvatges       | André Téchiné                     |
| 1995 | Le Fils préféré                      | -                         | Nicole Garcia                     |
| 1995 | Léon                                 | El professional           | Luc Besson                        |
| 1995 | La Reine Margot                      | La reina Margot           | Patrice Chéreau                   |
| 1995 | Trois couleurs: Rouge                | Tres colors: Vermell      | Krzysztof Kieślowski              |
| 1996 | La Haine                             | -                         | Mathieu Kassovitz                 |
| 1996 | Le Bonheur est dans le pré           | -                         | Étienne Chatiliez                 |
| 1996 | La Cérémonie                         | -                         | Claude Chabrol                    |
| 1996 | Gazon maudit                         | -                         | Josiane Balasko                   |
| 1996 | Le Hussard sur le toit               | -                         | Jean-Paul Rappeneau               |
| 1996 | Nelly et Monsieur Arnaud             | -                         | Claude Sautet                     |
| 1997 | Ridicule                             | Ridícul                   | Patrice Leconte                   |
| 1997 | Capitaine Conan                      | Capità Conan              | Bertrand Tavernier                |
| 1997 | Un air de famille                    | -                         | Cédric Klapisch                   |
| 1997 | Microcosmos: Le peuple de l'herbe    | -                         | Claude Nuridsany i Marie Pérennou |
| 1997 | Pédale douce                         | -                         | Gabriel Aghion                    |
| 1997 | Les Voleurs                          | -                         | André Téchiné                     |
| 1998 | On connaît la chanson                | Coneixem la cançó         | Alain Resnais                     |
| 1998 | Le Cinquième Élément                 | El cinquè element         | Luc Besson                        |
| 1998 | Marius et Jeannette                  | -                         | Robert Guédiguian                 |
| 1998 | Le Bossu                             | -                         | Philippe de Broca                 |
| 1998 | Western                              | Western                   | Manuel Poirier                    |
| 1999 | La Vie rêvée des anges               | -                         | Erick Zonca                       |
| 1999 | Le dîner de cons                     | El sopar dels idiotes     | Francis Veber                     |
| 1999 | Place Vendôme                        | -                         | Nicole Garcia                     |
| 1999 | Taxi                                 | -                         | Gérard Pirès                      |
| 1999 | Ceux qui m'aiment prendront le train | -                         | Patrice Chéreau                   |

### Dècada del 2000
| Any                                      | Títol original                         | Títol en català                     | Director                   |
| ---------------------------------------- | -------------------------------------- | ----------------------------------- | -------------------------- |
| 2000                                     | Vénus Beauté (Institut)                | Vénus Beauté (Institut)             | Tonie Marshall             |
| 2000                                     | Les Enfants du marais                  | La fortuna de viure                 | Jean Becker                |
| 2000                                     | Est-Ouest                              | -                                   | Régis Wargnier             |
| 2000                                     | La Fille sur le pont                   | -                                   | Patrice Leconte            |
| 2000                                     | Jeanne d'Arc                           | -                                   | Luc Besson                 |
| 2001                                     | Le Goût des autres                     | El gust dels altres                 | Agnès Jaoui                |
| 2001                                     | Harry, un ami qui vous veut du bien    | Harry, un amic que us estima        | Dominik Moll               |
| 2001                                     | Les Blessures assassines               | -                                   | Jean-Pierre Denis          |
| 2001                                     | Une affaire de goût                    | -                                   | Bernard Rapp               |
| 2001                                     | Saint-Cyr                              | -                                   | Patricia Mazuy             |
| 2002                                     | Le Fabuleux Destin d'Amélie Poulain    | Amélie                              | Jean-Pierre Jeunet         |
| 2002                                     | Chaos                                  | -                                   | Coline Serreau             |
| 2002                                     | La Chambre des officiers               | -                                   | François Dupeyron          |
| 2002                                     | Llegeix-me els llavis (Sur mes lèvres) | -                                   | Jacques Audiard            |
| 2002                                     | Sous le sable                          | -                                   | François Ozon              |
| 2003                                     | The Pianist                            | El pianista                         | Roman Polanski             |
| 2003                                     | 8 femmes                               | -                                   | François Ozon              |
| 2003                                     | Amen.                                  | -                                   | Costa Gavras               |
| 2003                                     | L'Auberge espagnole                    | Una casa de bojos                   | Cédric Klapisch            |
| 2003                                     | Être et avoir                          | -                                   | Nicolas Philibert          |
| 2004                                     | Les Invasions barbares                 | Les invasions bàrbares              | Denys Arcand               |
| 2004                                     | Bon Voyage                             | -                                   | Jean-Paul Rappeneau        |
| 2004                                     | Les Sentiments                         | -                                   | Noémie Lvovsky             |
| 2004                                     | Pas sur la bouche                      | -                                   | Alain Resnais              |
| 2004                                     | Les Triplettes de Belleville           | -                                   | Sylvain Chomet             |
| 2005                                     | L'Esquive                              | -                                   | Abdel Kechiche             |
| 2005                                     | 36 Quai des Orfèvres                   | -                                   | Olivier Marchal            |
| 2005                                     | Les Choristes                          | -                                   | Christophe Barratier       |
| 2005                                     | Rois et reine                          | -                                   | Arnaud Desplechin          |
| 2005                                     | Un long dimanche de fiançailles        | -                                   | Jean-Pierre Jeunet         |
| 2006                                     | De tant bategar se m'ha parat el cor   | -                                   | Jacques Audiard            |
| 2006                                     | L'Enfant                               | -                                   | Jean-Pierre i Luc Dardenne |
| 2006                                     | Va, vis et deviens                     | -                                   | Radu Mihaileanu            |
| 2006                                     | Joyeux Noël                            | -                                   | Christian Carion           |
| 2006                                     | Le Petit Lieutenant                    | -                                   | Xavier Beauvois            |
| 2007                                     |                                        |                                     |                            |
| Lady Chatterley                          | -                                      | Pascale Ferran                      |                            |
| Indigènes                                | Dies de glòria                         | Rachid Bouchareb                    |                            |
| Je vais bien, ne t'en fais pas           | -                                      | Philippe Lioret                     |                            |
| Ne le dis à personne                     | -                                      | Guillaume Canet                     |                            |
| Quand j'étais chanteur                   | Chanson d'amour                        | Xavier Giannoli                     |                            |
| 2008                                     |                                        |                                     |                            |
| La Graine et le mulet                    | -                                      | Abdel Kechiche                      |                            |
| Le Scaphandre et le papillon             | -                                      | Julian Schnabel                     |                            |
| Persepolis                               | Persepolis                             | Vincent Paronnaud i Marjane Satrapi |                            |
| Un secret                                | Un secret                              | Claude Miller                       |                            |
| La vida en rosa                          | La Môme                                | Olivier Dahan                       |                            |
| 2009                                     |                                        |                                     |                            |
| Séraphine                                | -                                      | Martin Provost                      |                            |
| Un conte de Noël                         | -                                      | Arnaud Desplechin                   |                            |
| Entre les murs                           | -                                      | Laurent Cantet                      |                            |
| Le Premier Jour du reste de ta vie       | -                                      | Rémi Bezançon                       |                            |
| Il y a longtemps que je t'aime           | -                                      | Philippe Claudel                    |                            |
| Paris                                    | París                                  | Cedric Klapisch                     |                            |
| L'Instinct de mort i L'Ennemi public n°1 | -                                      | Jean-François Richet                |                            |

### Dècada del 2010
| Any                            | Títol original                                    | Títol en català                      | Director                                        |
| ------------------------------ | ------------------------------------------------- | ------------------------------------ | ----------------------------------------------- |
| 2010                           |                                                   |                                      |                                                 |
| Un prophète                    | Un profeta                                        | Jacques Audiard                      |                                                 |
| À l'origine                    | -                                                 | Xavier Giannoli                      |                                                 |
| Le concert                     | El concert                                        | Radu Mihaileanu                      |                                                 |
| Les Herbes folles              | -                                                 | Alain Resnais                        |                                                 |
| La journée de la jupe          | -                                                 | Jean-Paul Lilienfeld                 |                                                 |
| Rapt                           | Rapt                                              | Lucas Belvaux                        |                                                 |
| Welcome                        | Welcome                                           | Philippe Lioret                      |                                                 |
| 2011                           |                                                   |                                      |                                                 |
| Des hommes et des dieux        | -                                                 | Xavier Beauvois                      |                                                 |
| L'Arnacœur                     | Els seductors                                     | Pascal Chaumeil                      |                                                 |
| Gainsbourg, vie héroïque       | -                                                 | Joann Sfar                           |                                                 |
| Mammuth                        | Mammuth                                           | Benoît Delépine i Gustave de Kervern |                                                 |
| Le Nom des gens                | El nom de la gent                                 | Michel Leclerc                       |                                                 |
| The Ghost Writer               | L'escriptor                                       | Roman Polanski                       |                                                 |
| Tournée                        | -                                                 | Mathieu Amalric                      |                                                 |
| 2012                           | The Artist                                        | L'artista                            | Michel Hazanavicius                             |
| 2012                           | L'exercice de l'État                              | -                                    | Pierre Schöller                                 |
| 2012                           | La Guerre est déclarée                            | -                                    | Valérie Donzelli                                |
| 2012                           | Le Havre                                          | Le Havre                             | Aki Kaurismäki                                  |
| 2012                           | Intouchables                                      | Intocable                            | Olivier Nakache i Éric Toledano                 |
| 2012                           | Pater                                             | -                                    | Alain Cavalier                                  |
| 2012                           | Polisse                                           | -                                    | Maïwenn                                         |
| 2013                           | Amour                                             | Amor                                 | Michael Haneke                                  |
| 2013                           | Les Adieux à la reine                             | L'adeu a la reina                    | Benoît Jacquot                                  |
| 2013                           | Camille redouble                                  | -                                    | Noémie Lvovsky                                  |
| 2013                           | Dans la maison                                    | A la casa                            | François Ozon                                   |
| 2013                           | De rouille et d'os                                | De rovell i d'os                     | Jacques Audiard                                 |
| 2013                           | Holy Motors                                       | –                                    | Leos Carax                                      |
| 2013                           | Le Prénom                                         | –                                    | Matthieu Delaporte i Alexandre de La Patellière |
| 2014                           | Les Garçons et Guillaume, à table !               | Guillaume i els nois, a taula!       | Guillaume Gallienne                             |
| 2014                           | 9 mois ferme                                      | -                                    | Albert Dupontel                                 |
| 2014                           | L'Inconnu du lac                                  | –                                    | Alain Guiraudie                                 |
| 2014                           | Jimmy P. (Psychothérapie d'un Indien des Plaines) | –                                    | Arnaud Desplechin                               |
| 2014                           | Le Passé                                          | –                                    | Asghar Farhadi                                  |
| 2014                           | La Vénus à la fourrure                            | –                                    | Roman Polanski                                  |
| 2014                           | La Vie d'Adèle : Chapitres 1 et 2                 | La vida d'Adèle                      | Abdellatif Kechiche                             |
| 2015                           | Timbuktu                                          | Timbuktu                             | Abderrahmane Sissako                            |
| 2015                           | Les Combattants                                   | –                                    | Thomas Cailley                                  |
| 2015                           | Eastern Boys                                      | –                                    | Robin Campillo                                  |
| 2015                           | La Famille Bélier                                 | La família Bélier                    | Éric Lartigau                                   |
| 2015                           | Saint Laurent                                     | -                                    | Bertrand Bonello                                |
| 2015                           | Hippocrate                                        | Hipòcrates                           | Thomas Lilti                                    |
| 2015                           | Sils Maria                                        | Els núvols de Sils Maria             | Olivier Assayas                                 |
| 2016                           |                                                   |                                      |                                                 |
| Fatima                         | Fàtima                                            | Philippe Faucon                      |                                                 |
| Dheepan                        | Dheepan                                           | Jacques Audiard                      |                                                 |
| La Loi du marché               | -                                                 | Stéphane Brizé                       |                                                 |
| Marguerite                     | -                                                 | Xavier Giannoli                      |                                                 |
| Mon roi                        | -                                                 | Maïwenn                              |                                                 |
| Mustang                        | Mustang                                           | Deniz Gamze Ergüven                  |                                                 |
| La Tête haute                  | Emmanuelle Bercot                                 |                                      |                                                 |
| Trois souvenirs de ma jeunesse | Trois souvenirs de ma jeunesse                    | Arnaud Desplechin                    |                                                 |
| 2017                           |                                                   |                                      |                                                 |
| Elle                           | Elle                                              | Paul Verhoeven                       |                                                 |
| Divines                        | -                                                 | Houda Benyamina                      |                                                 |
| Frantz                         | -                                                 | François Ozon                        |                                                 |
| Les Innocentes                 | Les Innocentes                                    | Anne Fontaine                        |                                                 |
| Ma Loute                       | L'alta societat                                   | Bruno Dumont                         |                                                 |
| Mal de pierres                 | El somni de la Gabrielle                          | Nicole Garcia                        |                                                 |
| Victoria                       | Victoria                                          | Justine Triet                        |                                                 |
| 2018                           |                                                   |                                      |                                                 |
| 120 battements par minute      | -                                                 | Robin Campillo                       |                                                 |
| Au revoir là-haut              | Ens veurem allà dalt                              | Albert Dupontel                      |                                                 |
| Barbara                        | -                                                 | Mathieu Amalric                      |                                                 |
| Le Brio                        | Una raó brillant                                  | Yvan Attal                           |                                                 |
| Patients                       | -                                                 | Grand Corps Malade i Mehdi Idir      |                                                 |
| Petit Paysan                   | -                                                 | Hubert Charuel                       |                                                 |
| C'est la vie!                  | Le Sens de la fête                                | Éric Toledano                        |                                                 |
| 2019                           |                                                   |                                      |                                                 |
| Jusqu'à la garde               | -                                                 | Xavier Legrand                       |                                                 |
| Le Grand Bain                  | El gran bany                                      | Gilles Lellouche                     |                                                 |
| The Sisters Brothers           | -                                                 | Jacques Audiard                      |                                                 |
| Pupille                        | En bones mans                                     | Jeanne Herry                         |                                                 |
| Guy                            | -                                                 | Alex Lutz                            |                                                 |
| En liberté!                    | -                                                 | Pierre Salvadori                     |                                                 |
| La douleur                     | Marguerite Duras: París 1944                      | Emmanuel Finkiel                     |                                                 |

### Dècada del 2020
| Any                            | Títol original                              | Títol en català                                 | Director                        |
| ------------------------------ | ------------------------------------------- | ----------------------------------------------- | ------------------------------- |
| 2020                           | Les Misérables                              | Els miserables                                  | Ladj Ly                         |
| 2020                           | La Belle Époque                             | -                                               | Nicolas Bedos                   |
| 2020                           | Grâce à Dieu                                | -                                               | François Ozon                   |
| 2020                           | Hors normes                                 | Especials                                       | Eric Toledano i Olivier Nakache |
| 2020                           | J'accuse                                    | L'oficial i l'espia                             | Roman Polanski                  |
| 2020                           | Portrait de la jeune fille en feu           | Retrat d'una dona en flames                     | Céline Sciamma                  |
| 2020                           | Roubaix, une lumière                        | -                                               | Arnaud Desplechin               |
| 2021                           | Adieu les cons                              | Adieu les cons                                  | Albert Dupontel                 |
| 2021                           | Adolescentes                                | -                                               | Sébastien Lifshitz              |
| 2021                           | Antoinette dans les Cévennes                | -                                               | Caroline Vignal                 |
| 2021                           | Les Choses qu'on dit, les choses qu'on fait | -                                               | Emmanuel Mouret                 |
| 2021                           | Été 85                                      | -                                               | François Ozon                   |
| 2022                           | Illusions perdues                           | Les il·lusions perdudes                         | Xavier Giannoli                 |
| 2022                           | Aline                                       | -                                               | Valérie Lemercier               |
| 2022                           | Annette                                     | Annette                                         | Leos Carax                      |
| 2022                           | La fracture                                 | -                                               | Catherine Corsini               |
| 2022                           | L'événement                                 | L'esdeveniment                                  | Audrey Diwan                    |
| 2022                           | Onoda, 10 000 nuits dans la jungle          | Onoda: 10.000 nits a la jungla                  | Arthur Harari                   |
| 2022                           | BAC Nord                                    | BAC Nord                                        | Cédric Jimenez                  |
| 2023                           | La Nuit du 12                               | La nit del 12                                   | Dominik Moll                    |
| 2023                           | Les Amandiers                               | -                                               | Valeria Bruni Tedeschi          |
| 2023                           | En corps                                    | -                                               | Cédric Klapisch                 |
| 2023                           | L'innocent                                  | -                                               | Louis Garrel                    |
| 2023                           | Pacifiction – Tourment sur les îles         | Pacifiction                                     | Albert Serra                    |
| 2024                           |                                             |                                                 |                                 |
| Anatomie d'une chute           | Anatomia d'una caiguda                      | Justine Triet                                   |                                 |
| Je verrai toujours vos visages | -                                           | Jeanne Herry                                    |                                 |
| Le Règne animal                | -                                           | Thomas Cailley                                  |                                 |
| Le Procès Goldman              | El cas Goldman                              | Cédric Kahn                                     |                                 |
| Chien de la casse              | -                                           | Jean-Baptiste Durand                            |                                 |
| 2025                           |                                             |                                                 |                                 |
| Emilia Pérez                   | Emilia Pérez                                | Jacques Audiard                                 |                                 |
| Le Comte de Monte-Cristo       | El comte de Montecristo                     | Matthieu Delaporte i Alexandre de La Patellière |                                 |
| En fanfare                     | En fanfare                                  | Emmanuel Courcol                                |                                 |
| L'Histoire de Souleymane       | -                                           | Boris Lojkine                                   |                                 |
| Miséricorde                    | -                                           | Alain Guiraudie                                 |                                 |